# Mej-šan
Mej-šan (čínsky pchin-jinem Méishān, znaky 眉山) je městská prefektura v Čínské lidové republice, kde patří k provincii S’-čchuan. Celá prefektura má rozlohu 6 961 čtverečních kilometrů a v roce 2020 v ní žily necelé tři miliony obyvatel. Před rokem 1997 byla součástí Le-šanu.

## Poloha
Mej-šan leží na jihozápadě Sečuánské pánve a patří do provincie S’-čchuan.

## Administrativní členění
Městská prefektura Mej-šan se člení na šest celků okresní úrovně, a sice dva městské obvody a čtyři okresy.
| Tung-pcho Pcheng-šan okres · Žen-šou okres · Chung-ja okres · Tan-leng okres · Čching-šen |        |                       |                    |                                  |
| Název                                                                                     | Název  | Počet obyvatel (2020) | Rozloha km² (2020) | Hustota zalidnění (obyv. na km²) |
| český přepis                                                                              | znaky  | Počet obyvatel (2020) | Rozloha km² (2020) | Hustota zalidnění (obyv. na km²) |
| Městské obvody                                                                            |        |                       |                    |                                  |
| Tung-pcho                                                                                 | 东坡区 | 904 412               | 1 331              | 680                              |
| Pcheng-šan                                                                                | 彭山区 | 328 236               | 463                | 710                              |
| Okresy                                                                                    |        |                       |                    |                                  |
| Žen-šou                                                                                   | 仁寿县 | 1 110 017             | 2 449              | 444                              |
| Chung-ja                                                                                  | 洪雅县 | 295 744               | 1 941              | 152                              |
| Tan-leng                                                                                  | 丹棱县 | 148 820               | 340                | 437                              |
| Čching-šen                                                                                | 青神县 | 167 990               | 387                | 434                              |
|                                                                                           |        |                       |                    |                                  |
| Celkem                                                                                    | Celkem | 2 955 219             | 6 961              | 425                              |

## Významní rodáci
- Su Š’ (1037-1101), spisovatel a básník za dynastie Sung